# Merrion Square
Merrion Square (en irlandés: Cearnóg Mhuirfean) es una plaza ajardinada georgiana situada en la zona sur del centro de Dublín (Irlanda).

## Historia
La plaza fue trazada en 1762 de acuerdo con el proyecto de John Smyth y Jonathan Barker para la finca del vizconde FitzWilliam. Posteriormente, Samuel Sproule trazó el lado este en torno a 1780 y los jardines fueron creados mediante una competición que ganó Benjamin Simpson en 1792 gracias a los dibujos creados por John James Barralet. Todas las casas que rodeaban la plaza estaban prácticamente completadas a principios del siglo xix.
La demanda de estas casas adosadas georgianas al sur del río Liffey había sido impulsada por la decisión del entonces conde de Kildare y posterior duque de Leinster de construir su residencia en la ciudad en el Sur de Dublín, entonces sin urbanizar. Así, construyó la residencia aristocrática más grande de la ciudad, Leinster House, solo por detrás del Castillo de Dublín. Los aristócratas, obispos y personas adineradas vendieron sus casas adosadas en el Norte de Dublín y se trasladaron a los nuevos desarrollos del Sur.

## Legado

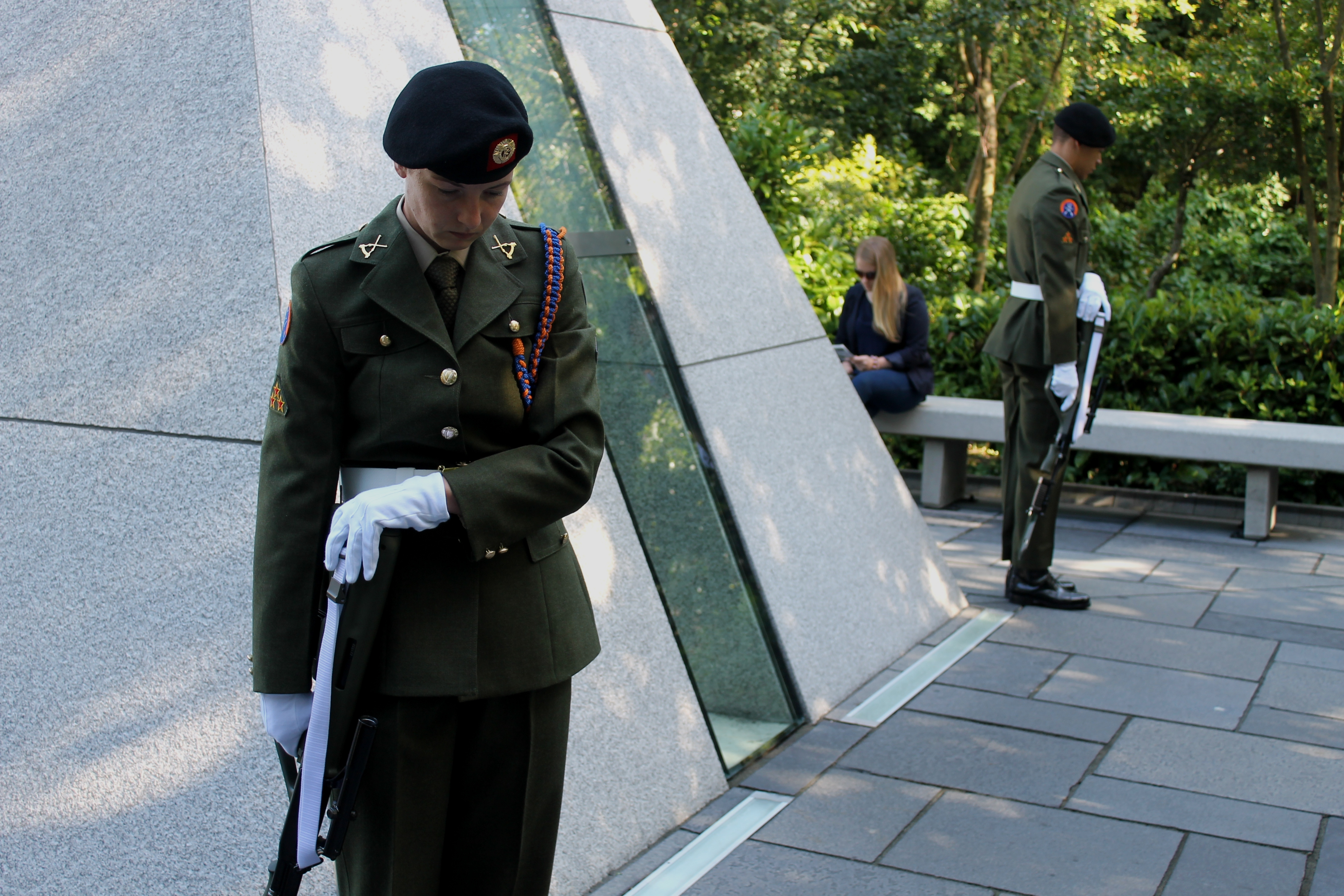
Soldados custodian el Memorial Nacional a los miembros de las Fuerzas de Defensa Irlandesas caídos en servicio al Estado.

Todas las propiedades originales del siglo xviii de Merrion Square han sobrevivido hasta la actualidad, excepto Antrim House, que fue demolida en la década de 1930 para permitir la construcción del Hospital Materno Nacional. Tres lados de la plaza están bordeados por casas adosadas georgianas de ladrillo rojo, mientras que el lado oeste linda con los terrenos de Leinster House (sede del Oireachtas) y los Government Buildings, el Museo Nacional de Historia Natural y la Galería Nacional. El jardín central está vallado y actualmente es un parque público.
Originalmente, el Monumento a Wellington para conmemorar las victorias de Arthur Wellesley, I duque de Wellington, fue concebido para ser colocado en Merrion Square. Sin embargo, fue erigido en el Phoenix Park tras la oposición de los residentes de la plaza.

## Uso

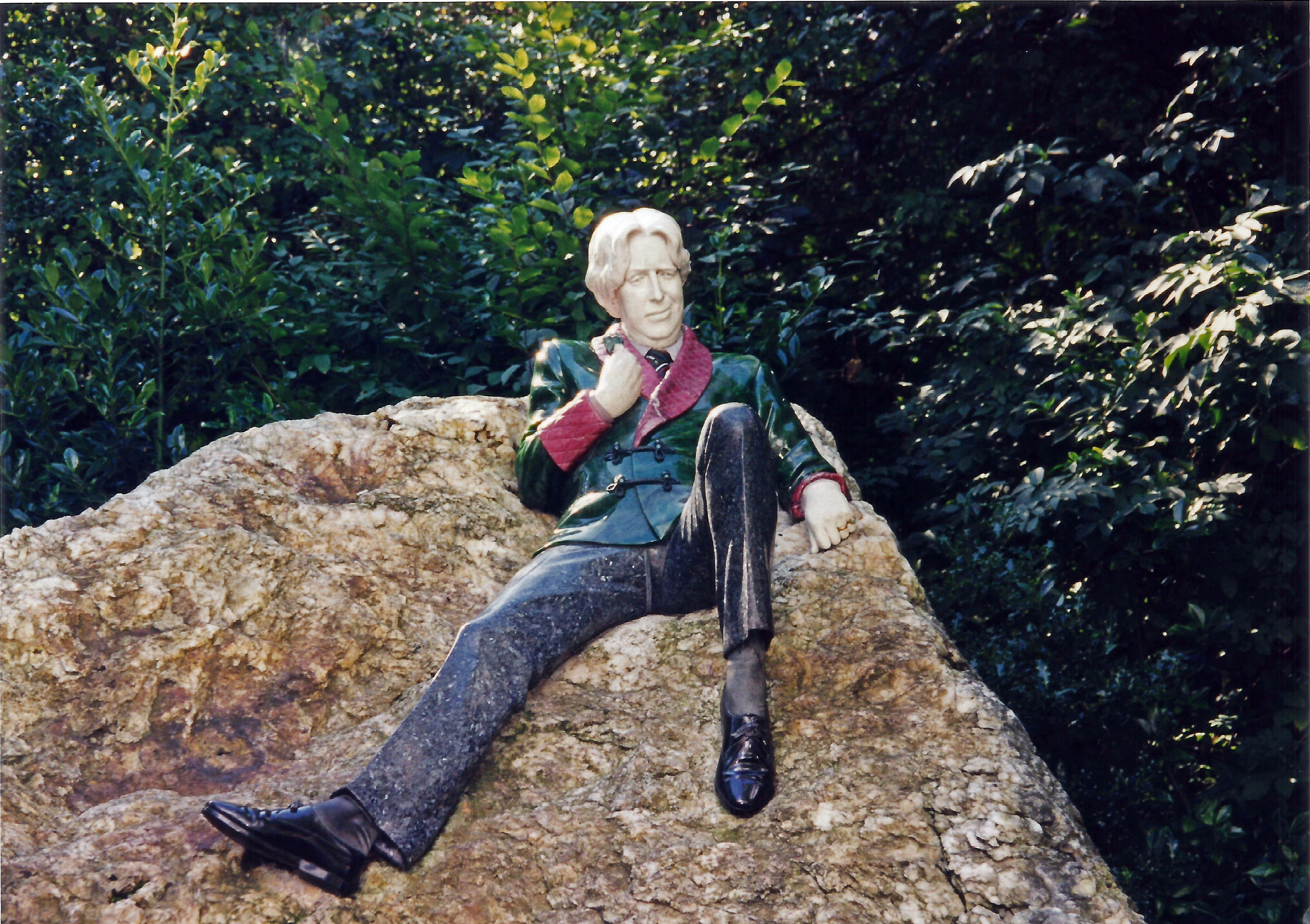
La estatua de Oscar Wilde.

Hasta aproximadamente la década de 1950, las casas de la plaza eran principalmente residenciales, pero en la actualidad la mayoría de ellas contienen oficinas. La Cruz Roja Irlandesa, el Real Instituto de Arquitectos de Irlanda y la Sociedad Georgiana Irlandesa tienen sus sedes en la plaza. El Hospital Materno Nacional se encuentra en su lado norte.
El poeta, novelista y dramaturgo Oscar Wilde vivió en el n.º 1, el poeta William Butler Yeats vivió en el n.º 82 y Daniel O'Connell vivió en el n.º 58, el último de ellos en la casa que actualmente es conocida como la O'Connell House y alberga la sede del Keough Naughton Centre de la Universidad de Notre Dame de los Estados Unidos. La diseñadora e interiorista Sybil Connolly vivió en el n.º 71. Varias casas de la plaza tienen placas azules con información histórica sobre sus antiguos residentes notables, entre ellos George William Russell (conocido por su seudónimo Æ) y Sheridan Le Fanu. Aunque la plaza está ocupada principalmente por entidades comerciales, todavía tiene algunos residentes, incluida la diseñadora de moda Louise Kennedy y el empresario Dermot Desmond.
Hasta 1972, la Embajada del Reino Unido estaba situada en el n.º 39 de la plaza. Sin embargo, tras la masacre del Domingo Sangriento en Irlanda del Norte, una multitud de más de veinte mil personas convergió en ella en protesta y el edificio fue incendiado. Actualmente, se encuentran en el lado sur de la plaza las embajadas de Francia, Corea del Sur y Eslovaquia. Desde octubre de 2016, la Oficina de Asuntos Nacionales de la Iglesia de la Cienciología ha estado en el n.º 4, en el lado norte de Merrion Square.

## Parque

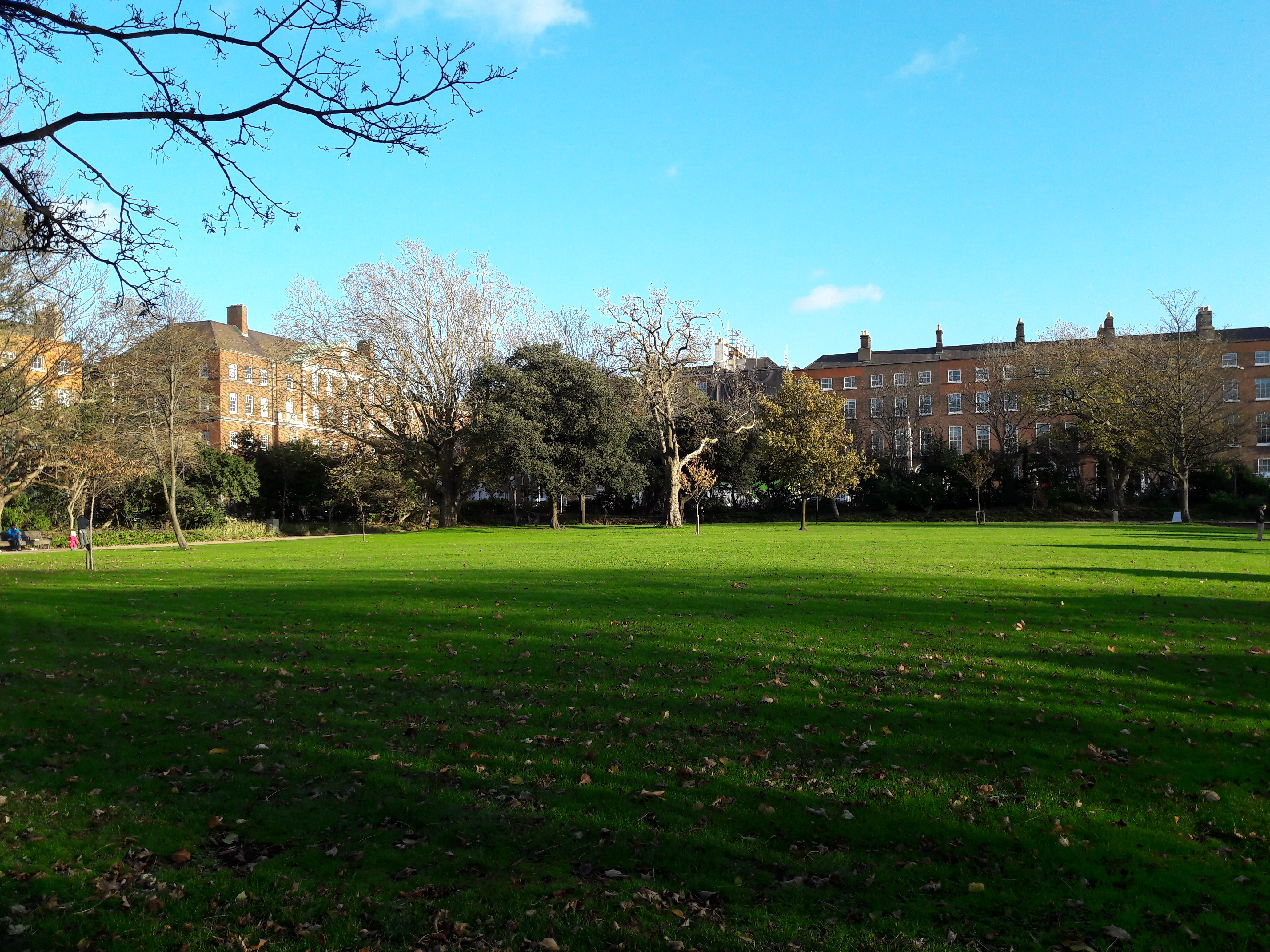
El parque de Merrion Square.

El primer proyecto del parque muestra una doble hilera de árboles alrededor de su perímetro, que fue vallado posteriormente, en los primeros años del siglo xix. El diseño del parque se basó en el modelo del jardín inglés, con áreas de césped contorneadas, grupos de árboles informales, senderos sinuosos hundidos y plantaciones perimetrales.
Hasta 1974, el parque solo era accesible a los residentes que estuvieran en posesión de una llave privada. Actualmente gestionado por el Ayuntamiento de Dublín, el parque contiene una estatua de Oscar Wilde, quien vivió en el n.º 1 de Merrion Square desde 1855 hasta 1876, muchas otras esculturas y una colección de farolas históricas de Dublín. El escultor irlando-estadounidense Jerome Connor, conocido por su obra Nuns of the Battlefield en Washington D. C., diseñó la obra de arte público Eire. El parque también contiene la escultura Joker's Chair («silla del bufón») en recuerdo del cómico Dermot Morgan, protagonista de la serie de televisión Father Ted.
El parque de la plaza fue llamado Archbishop Ryan Park en honor a Dermot Ryan, el arzobispo católico que cedió este terreno al Ayuntamiento. Sin embargo, en 2009 Dermot Ryan fue criticado en el Informe Murphy por haber encubierto casos de abuso sexual infantil en la Iglesia y en enero de 2010, el Ayuntamiento de Dublín lanzó una consulta pública sobre el cambio de nombre del parque. En septiembre de 2010, el Ayuntamiento votó renombrar el parque como el Merrion Square Park.

## Residentes notables

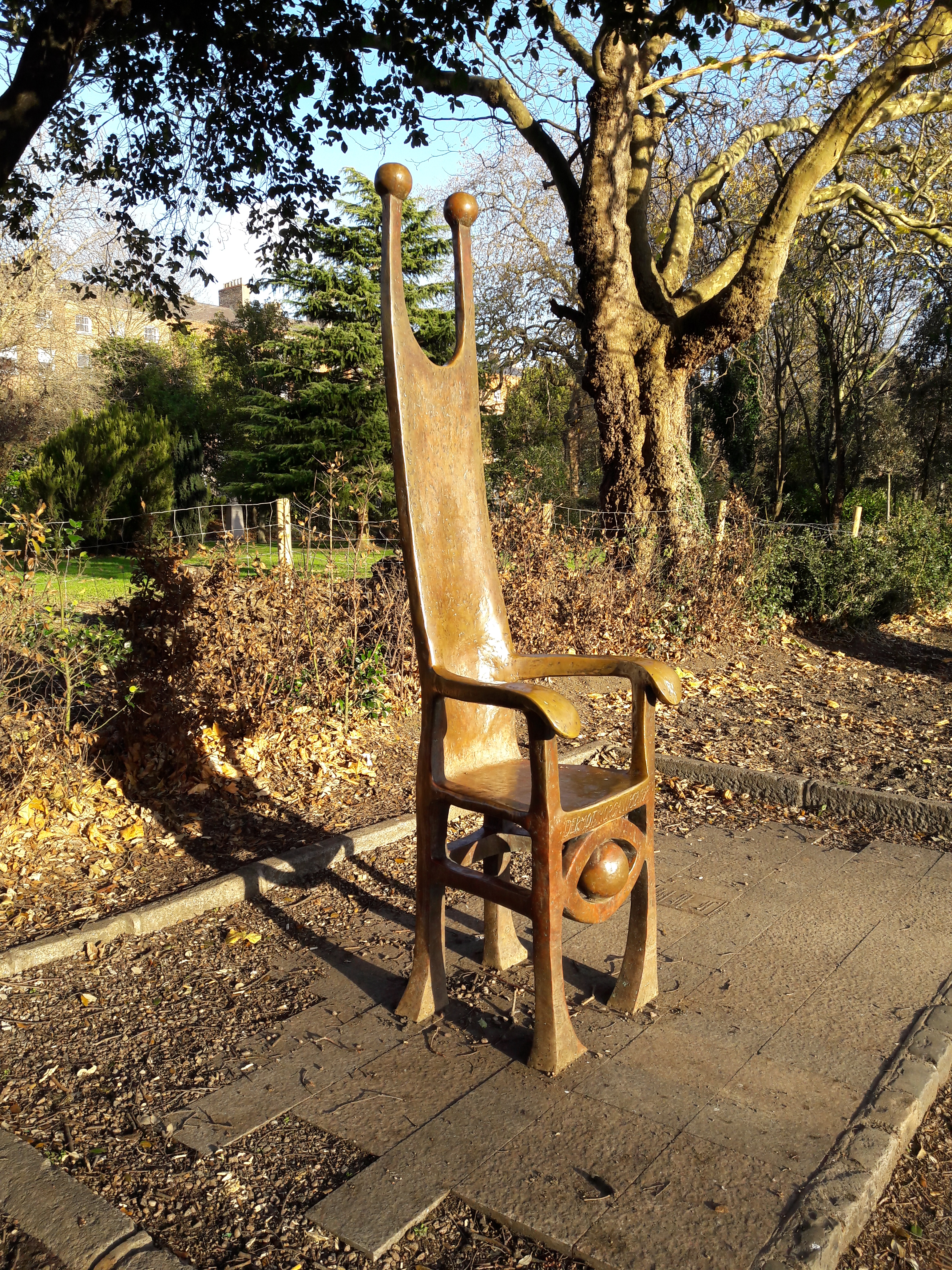
La Joker's Chair, instalada en recuerdo del cómico Dermot Morgan.

Merrion Square ha sido una dirección de moda para políticos, abogados, médicos y escritores. Entre sus residentes notables se encuentran:
- El reverendo Gilbert Austin (1753–1837) – educador, clérigo y escritor[22]
- El reverendo Henry Montague Browne (1799–1884) – decano de Lismore de la Iglesia de Irlanda
- Sybil Connolly (1921–1998) – diseñadora e interiorista
- Sir Dominic Corrigan (1802–1880) – médico
- Sir Philip Crampton (1777–1858) – cirujano[23]
- Dermot Desmond (1950) – empresario
- Richard FitzWilliam, VII vizconde FitzWilliam (1745–1816) – aristócrata y anticuario musical
- William Fletcher (1750–1823) – juez y político
- John Leslie Foster (1781–1842) – barrister, juez y parlamentario
- Edward Gibson, I barón Ashbourne (1837–1913) – abogado y Lord Canciller de Irlanda
- Violet Gibson (1876–1956) – hija de Edward Gibson, I barón Ashbourne, que intentó asesinar a Benito Mussolini
- Henry Grattan (1746–1820) – político y parlamentario
- Robert James Graves (1796–1853) – cirujano
- Charles Hemphill, I barón Hemphill (1822–1908) – político y barrister
- Louise Kennedy (1960) – diseñadora de moda
- George Knox (1765–1827) – político y parlamentario
- Valentine Lawless, II barón Cloncurry (1773–1853) – político y terrateniente
- Sheridan Le Fanu (1814–1873) – escritor
- Robert Dyer Lyons (1826–1886) – médico y parlamentario
- Sir Henry Marsh (1790–1860) – cirujano
- Richard Bolton McCausland (1810–1900) – cirujano
- John Henry North (1788–1831) – barrister, juez y parlamentario
- Daniel O'Connell (1775–1847) – político y parlamentario
- Edward Pennefather (1774–1847) – juez
- Richard Pennefather (1773–1859) – juez
- David Richard Pigot (1796–1873) – juez
- Sir Andrew Porter (1837–1919) – juez
- George William Russell (1867–1935) – poeta y pintor
- John Stratford, I conde de Aldborough (1698–1777) –  aristócrata y parlamentario
- Whitley Stokes (1830–1909) – abogado y celtista
- William Stokes (1804–1878) – médico
- William Stokes, Junior (1838–1900) – cirujano
- John Lighton Synge (1897–1995) – físico
- Oscar Wilde (1854–1900) – escritor y poeta
- Sir William Wilde (1815–1876) – escritor y cirujano
- William Butler Yeats (1865–1939) – poeta, dramaturgo y senador